# Sex Pack
Sex Pack es un álbum recopilatorio de Sex Pistols. Llegaba en una cartera de plástico y contienía seis sencillos en vinilo de 7 pulgadas. Se fabricó en una edición limitada de 40.000 ejemplares.
Contiene la canción "Black Leather", una pista inédita grabada por Cook, y Jones para la película de "The Great Rock 'n' Roll Swindle", que fue versionada más tarde por The Runaways, y Guns N' Roses en su álbum de covers The Spaghetti Incident?.

## Lista de canciones
1. "God Save the Queen"
2. "Pretty Vacant"
3. "Holidays in the Sun"
4. "My Way"
5. "Somethin' Else"
6. "Silly Thing"
7. "C'mon Everybody"
8. "The Great Rock 'n' Roll Swindle"
9. "(I'm Not Your) Stepping Stone"
10. "Anarchy in the U.K."
11. "Black Leather"
12. "Here We Go Again"

- Datos: Q824832